# Francisca Bennàssar Tous
Francisca Bennàssar Tous (Palma, 11 de desembre de 1943) és una política mallorquina que fou diputada al Parlament Europeu pel Partit Popular a les eleccions al Parlament Europeu de 1994. De 1994 a 1999 fou vicepresidenta de la Comissió de Drets de la Dona del Parlament Europeu.
També fou escollida diputada a les eleccions al Parlament de les Illes Balears de 1999 i vicepresidenta del Parlament de les Illes Balears. Fou tinenta de batlle de l'Ajuntament de Palma mentre era batllessa Catalina Cirer i, fins al 2008, regidora a l'oposició de l'Ajuntament de Palma fins que decidí retirar-se el desembre del 2008.